# Lago Lindo
Lago Lindo es un lago ubicado en el departamento de San Martín en Perú. Se encuentra en el distrito de Sauce en la provincia de San Martín, en el departamento del mismo nombre. La laguna se encuentra en una área de conservación privada.
El lago se caracteriza por tener una temperatura promedio de 27° y sus aguas cristalinas. Está rodeado de abundantes árboles de bosque tropical. El lugar es preferido para avistar aves como patos silvestres, paucares, martín pescador y manacaracos.